# Wings over America
Wings over America är ett livealbum av den brittiska gruppen Wings, Paul McCartneys grupp efter The Beatles. Albumet gavs ut 1976.
Albumet spelades in under Wings' USA-turné sommaren 1976. Avsikten var att konserten skulle släppas som dubbelskiva först, men för att möta konkurrensen från en populär och vida spridd piratinspelning som givits ut på trippel-LP, bestämdes det att även den officiella konsertskivan skulle vara en trippel. Vid nyutgåva på CD är det en dubbel-cd i standardversion. Dessutom kom 2013 en remastrad lyxutgåva med bonusmaterial.
Skivan innehåller övervägande Wings-material. Endast ett fåtal Beatles-låtar kom med, till skillnad från McCartneys senare konsertskivor.
1980 gavs en videoversion ut med titeln Rock Show.

## Låtlista
Samtliga låtar skrivna av Paul McCartney, om annat inte anges.
- Sida 1:

1. "Venus and Mars/Rock Show/Jet" (Linda McCartney/Paul McCartney) - 10:19
2. "Let Me Roll It" - 3:44
3. "Spirits of Ancient Egypt" - 4:05
4. "Medicine Jar" (Colin Allen/Jimmy McCulloch) - 4:06

- Sida 2:

1. "Maybe I'm Amazed" - 5:20
2. "Call Me Back Again" - 5:15
3. "Lady Madonna" (Lennon–McCartney) - 2:37
4. "The Long and Winding Road" (Lennon–McCartney) - 4:28
5. "Live and Let Die" (Linda McCartney/Paul McCartney) - 3:34

- Sida 3:

1. "Picasso's Last Words (Drink to Me)" (Linda McCartney/Paul McCartney) - 1:53
2. "Richard Cory" (Paul Simon) - 3:05
3. "Bluebird" (Linda McCartney/Paul McCartney) - 3:43
4. "I've Just Seen a Face" (Lennon–McCartney) - 2:11
5. "Blackbird" (Lennon–McCartney) - 2:27
6. "Yesterday" (Lennon–McCartney) - 1:49

- Sida 4:

1. "You Gave Me the Answer" - 2:06
2. "Magneto and Titanium Man" - 3:21
3. "Go Now" (Larry Banks/Milton Bennett) - 3:46
4. "My Love" (Linda McCartney/Paul McCartney) - 4:14
5. "Listen to What the Man Said" - 3:40

- Sida 5:

1. "Let 'Em In" - 4:08
2. "Time to Hide" (Denny Laine) - 4:55
3. "Silly Love Songs" (Linda McCartney/Paul McCartney) - 6:05
4. "Beware My Love" - 4:58

- Sida 6:

1. "Letting Go" - 4:33
2. "Band on the Run" (Linda McCartney/Paul McCartney) - 5:46
3. "Hi, Hi, Hi" (Linda McCartney/Paul McCartney) - 3:48
4. "Soily" - 5:44